# 鲁邾交兵
鲁攻邾之战發生於前716年—前488年，魯國攻打邾國的一系列戰爭。

## 前8世纪
1
前722年三月，鲁隐公和邾仪父（邾子克）在蔑会见，鲁隐公代行国政而想要和邾国友好，所以在蔑地举行了盟会。前716年秋，鲁隐公为宋国而去进攻邾国。
2
前704年，鲁桓公进攻邾国。前697年，邾国、牟国、葛国朝拜鲁国。

## 前7世纪
3
前695年二月，鲁桓公和邾仪父在趡地结盟，这是由于重申蔑地的盟约。八月，根据宋国的意愿，鲁国和宋国、卫国进攻邾国。
4
前660年，庆父杀死鲁闵公，公子申逃到邾国，之后庆父逃到莒国。公子申回国即位，为鲁僖公。哀姜又逃到邾国。次年，鲁国在偃地击败邾国。
5
前639年，邾国人灭亡了须句，须句君逃亡到鲁国，因为须句是成风的娘家。成风劝鲁僖公去救须句，前638年春季，鲁国讨伐邾国，占领须句国，护送须句的国君回国。八月初八，鲁僖公率军与邾军在升陉作战，鲁军大败。邾军获得鲁僖公的头盔，挂在鱼门上。
6
前627年，鲁僖公乘晋文公去世之机，进攻邾国，占取訾娄，以报复升陉战役。邾国没有设防，秋季，襄仲再一次攻打邾国。
7
前620年春季，鲁文公发兵攻打邾国，鲁国利用晋国内乱的空子。三月十七日，占取须句，让邾文公的儿子当守官，这是不合乎礼的。
8
前613年，邾文公死后，鲁文公派使者去吊丧，礼仪不周到。邾国兴师问罪，攻打鲁国南部，叔彭生率军攻打邾国。
9
前608年，鲁宣公即位后，邾定公朝见鲁国。前599年，鲁国公孙归父出兵进攻邾国，占领了绎地。

## 前6世纪
10
前585年，邾定公朝见鲁成公。前573年，前572年，邾宣公两次朝见新即位的鲁襄公。前569年十月，邾国人、莒国人进攻鄫国，臧纥救援鄫国，入侵邾国，在狐骀被击败。前567年冬，叔孙豹去到邾国聘问，重修友好关系。
11
前558年秋，邾国人攻打鲁国南部边境，鲁国派使者向晋国报告。晋国准备举行会见以讨伐邾国、莒国。当年冬季，晋悼公去世，就没有能举行会见。次年，由于鲁国的缘故，晋国拘捕了邾宣公、莒犂比公，还说这两国“使者来往齐国、楚国之间”。
12
前556年冬，邾国进攻鲁国南部边境，因为齐国进攻鲁国北部边境。前554年春，诸侯联军重创齐国后，在督扬结盟，因为邾国进攻鲁国，逮捕了邾悼公。诸侯的军队就驻扎在泗水边上，划定鲁国的疆界。取得了邾国的土田，从漷水以西的地方都划归鲁国。
13
前553年夏，鲁襄公和晋平公、齐庄公、宋平公、卫殇公、郑简公、曹武公、邾悼公等诸侯为与齐国讲和在澶渊结盟，邾国认为鲁国参加了诸侯的盟会无力报复，屡次来犯鲁国边境。秋，孟庄子率兵攻打报复邾国。前552年，邾国的庶其带着漆地和闾丘逃亡鲁国，季武子把鲁襄公的姑母嫁给庶其为妻，对庶其的随从都有赏赐。前550年夏，邾畀我投奔鲁国。十月，臧纥出奔邾国。前545年，邾悼公按时令来朝见鲁襄公。
14
前531年，孟僖子会见邾庄公，在祲祥结盟，重修从前的友好。前529年，平丘会盟，邾国、莒国向晋国控诉鲁国：“鲁国经常进攻我国，我国快要灭亡了。我国不能向霸主进贡，都是鲁国造成的。”晋国于是扣留了季孙意如。前519年，邾人在翼地筑城，回去取道离姑，鲁国武城人消灭邾军，俘虏了徐鉏、丘弱、茅地。 邾国向晋国控诉，晋国问罪，叔孙婼到晋国被扣押了。前515年，邾快逃亡鲁国。前511年，邾国的黑肱带着滥地逃亡鲁国。
15
前507年冬，鲁国为重修和邾国的友好，仲孙何忌和邾隐公在郯地结盟。前496年，邾隐公在比蒲与鲁定公会盟。前495年春季，邾隐公前来鲁国朝见，子贡观礼。邾隐公仰着脸高高地举起玉，鲁定公脸向下谦卑地接受了玉。子贡说：“用礼来看，两位国君都快死了。在正月互相朝见，都不合法度，两位国君的心里已不存在礼了。高和仰是骄傲。低和俯是衰颓。骄傲接近动乱，衰颓接近疾病。”五月，鲁定公去世，邾隐公奔丧，来答谢鲁定公在位时期两国的和平。冬季，鲁国在漆地筑城，计划讨伐邾国。

## 前5世纪
16
前494年，仲孙何忌出兵进攻邾国。前493年春季，季孙斯、叔孙州仇、仲孙何忌率军攻打邾国，准备先进攻绞地。邾国人爱惜绞地的土地，用漷、沂两地的土田作为贿赂，在句绎和叔孙州仇、仲孙何忌结盟。前492年，季孙斯、叔孙州仇在邾国灭掉的鄅国原址建筑启阳城。十月，叔孙州仇、仲孙何忌围攻邾国。
17
前489年，鲁国在邾国的瑕地筑城，冬季，仲孙何忌率军攻打邾国。
18
前488年，季康子想要攻打邾国，不听子服景伯的劝告，秋季，鲁国攻打邾国，攻进了邾国国都，住在邾君宫内，各军白天抢劫。邾国的军队在绎山守卫。鲁军在夜里抢劫，带了邾隐公回国，奉献于亳社，囚禁在负瑕。邾国的茅夷鸿带了五匹帛四张熟牛皮去吴国请求救援。吴王夫差为邾国于前487年三月，攻打鲁国，公山不狃领兵攻下武城。吴军攻下东阳而后前进，驻扎在五梧。第二天，驻扎在蚕室。公宾庚、公甲叔子和吴军在夷地作战，吴军俘虏叔子和析朱鉏。吴王住在庚宗，在泗水边上驻扎。鲁、吴两国将要订立盟约。子服景伯背着盟书，到莱门。吴国人订立了盟约然后回国。五月，齐悼公派鲍牧带兵进攻鲁国，占领了讙地和阐地。齐悼公派人到吴国请求发兵来攻打鲁国，鲁国送回了邾隐公。邾隐公还是无道，吴王派太宰子馀付伐邾隐公，把邾隐公囚禁在楼台里，用荆棘做成篱笆围起来，让大夫们事奉太子革（邾桓公）执政。前468年春季，越王勾践派后庸聘问鲁国，商谈邾国土田的事，协议以骀上作为鲁、邾两国的边界。